# Тимершикское сельское поселение
Тимершикское се́льское поселе́ние — муниципальное образование в Сабинском районе Татарстана Российской Федерации.
Административный центр — село Тимершик.

## История
Статус и границы сельского поселения установлены Законом Республики Татарстан от 31 января 2005 года № 39-ЗРТ «Об установлении границ территорий и статусе муниципального образования "Сабинский муниципальный район" и муниципальных образований в его составе».

## Население
| 2010  | 2011  | 2012  | 2013  | 2014  | 2015  | 2016  |
| ----- | ----- | ----- | ----- | ----- | ----- | ----- |
| 1468  | ↘1465 | →1465 | ↘1449 | ↘1427 | ↘1424 | ↗1451 |
| 2017  | 2018  |       |       |       |       |       |
| ↘1437 | ↗1456 |       |       |       |       |       |

## Состав сельского поселения
| № | Населённый пункт | Тип населённого пункта       | Население |
| - | ---------------- | ---------------------------- | --------- |
| 1 | Кзыл-Меша        | село                         |           |
| 2 | Куюк             | деревня                      |           |
| 3 | Мингер           | село                         |           |
| 4 | Сабай            | деревня                      |           |
| 5 | Тимершик         | село, административный центр |           |